# Claus Kjærgaard
Claus Kjærgaard Thygesen (født 14. juni 1977) er en tidligere dansk fodboldspiller der spillede mange år for Holstebro Boldklub.
Han startede med at spille fodbold i hjembyen Lemvig hos Lemvig Gymnastikforening. Kjærgaard kom i 1997 til Holstebro BK hvor han skrev en 3-årig kontrakt. Her blev han brugt som en hurtig angriber.
Den 1. juli 1999 skrev han en 3-årig kontrakt med Viborg FF, som senere forlængede aftalen med 2 år. Han nåede at spillede 52 kampe i Superligaen, ligesom han var med i UEFA Cuppen og Pokalfinalen 2000 i den tid han var i klubben. I efteråret 2002 havde han svært ved at komme på førsteholdet og i februar 2003 blev kontrakten ophævet efter Kjærgaards ønske. Han ville i gang med studierne. Men fodbolden kunne han ikke undvære, så allerede 14 dage efter kunne han offentliggøre at hans gamle klub Holstebro Boldklub igen kunne få glæde af den hurtige spiller på en 1½ årig kontrakt.
I 2007 stoppede han som aktiv spiller, men blot et lille år efter var han klar igen da klubben var rykket ned i Danmarksserien, og skulle hjælpes tilbage i divisionerne. Den 9. november 2008 spillede han kamp nummer 200 for Holstebro BK.
Han er uddannet folkeskolelærer og underviser på Idrætsefterskolen Lægården, Holstebro.